# الفرع الصخري للشريان السحائي الأوسط
يدخل الفرع الصخريّ للشريان السحائيّ الأوسط فُرجَةَ العصب الصخريّ الكبير، 
ويغذّي العصب الوجهيّ، 
وينضم إلى الفرع الإبريّ الخُشائيّ للشريان الأذنيّ الخلفيّ. 